# Oxyopes patalongensis
Oxyopes patalongensis là một loài nhện trong họ Oxyopidae.
Loài này thuộc chi Oxyopes. Oxyopes patalongensis được Eugène Simon miêu tả năm 1901.